# المپیا (واشینگتن)
اولمپیا (به انگلیسی: Olympia) شهری در شهرستان ترستن ایالت واشنگتن و پایتخت این ایالت است که در سرشماری سال ۲۰۱۰ میلادی، ۴۶۴۷۸ نفر جمعیت داشته است. 

## منابع

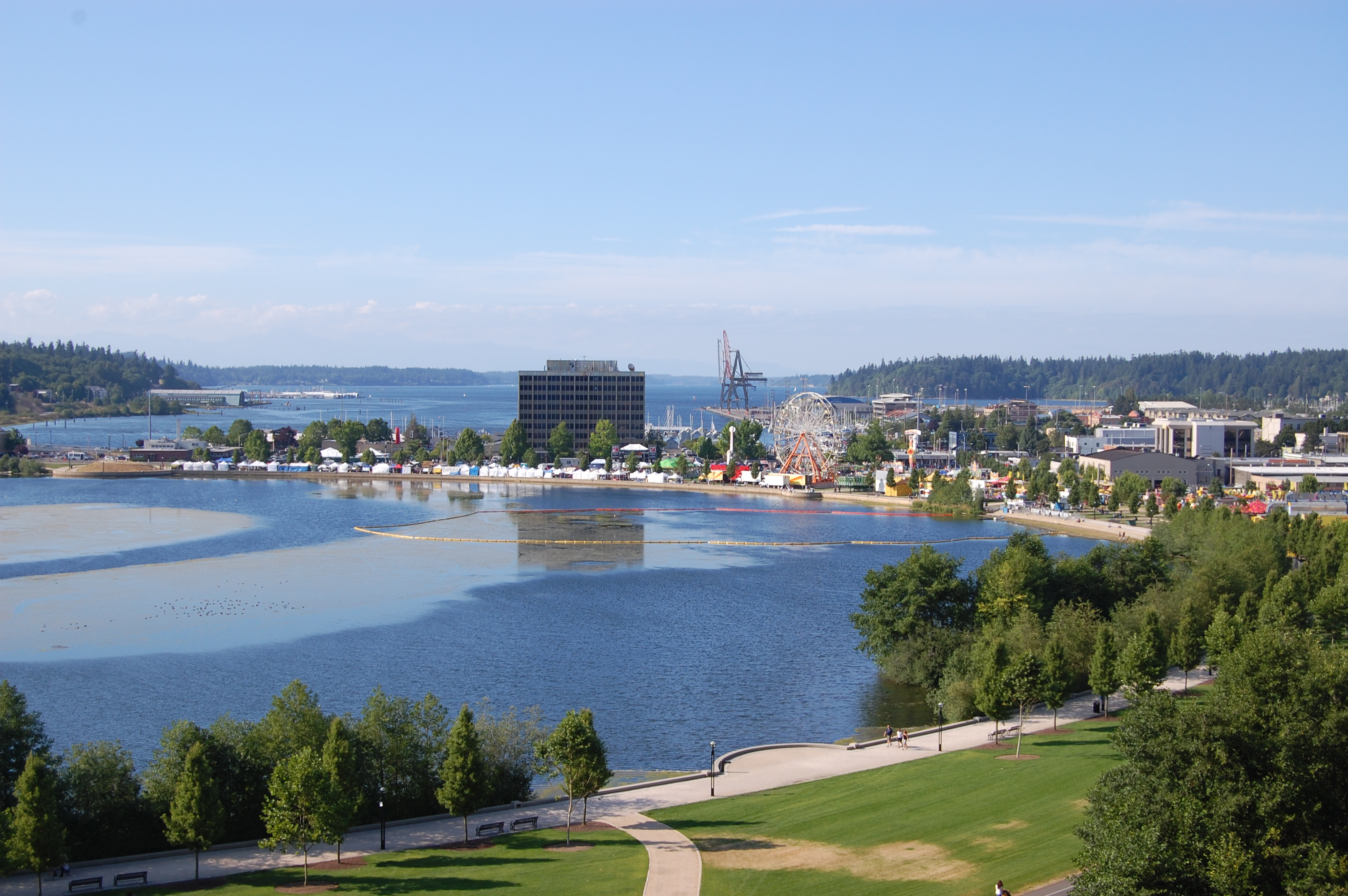